# Antille Olandesi ai Giochi della XVIII Olimpiade
Le Antille Olandesi parteciparono ai Giochi della XVIII Olimpiade, svoltisi a Tokyo dal 10 al 24 ottobre 1964,  con una delegazione di quattro atleti impegnati in due discipline: sollevamento pesi e scherma.
Fu la terza partecipazione di questo paese ai Giochi. Non furono conquistate medaglie.